# Grupo de Artillería de Campaña Autopropulsada XII
El Grupo de Artillería de Campaña Autopropulsada XII (GACA ATP XII) es una unidad de Artillería autopropulsada del Ejército de Tierra Español. El GACA ATP XII forma parte de la Brigada «Guadarrama» XII, que a su vez está integrada en División Castillejos hasta 2020 en la División «San Marcial», hasta 2015 en las  Fuerzas Pesadas y hasta 2006 en la División Mecanizada “Brunete” n.º 1.

## Historia
El Grupo fue creado en el año 1965 tras la reorganización del Ejército, constituyéndose el 1 de febrero de 1966 con personal procedente del Regimiento de Artillería de Campaña n.º 13, de Getafe (Madrid), que hasta entonces había encuadrado a toda la Artillería de la División Acorazada.

### Campaña del Sáhara y Operación Golondrina
En 1974 la Brigada de Infantería Acorazada "Guadarrama" XII recibió la orden de integrarse en una misión táctica real en el Sáhara Español. El Batallón de Carros II/61, denominado en la actualidad Batallón "León", y el Grupo de Artillería XII al completo fueron enviados al Sáhara, desembarcando el 19 de octubre de aquel año y uniéndose a la compañía de carros de la Legión. Durante la campaña el Grupo realizó labores de apoyo y protección, patrullas y destacamentos con un grado muy alto de operatividad. El 24 de junio de 1975 en la pista entre Tah y Dahra (zona fronteriza norte del Sahara Español) se produjeron las primeras bajas a causa de una mina anticarro colocada por Fuerzas Armadas Reales marroquíes, que afectó a uno de los vehículo del Grupo de Artillería. Fallecieron el teniente Luis Gurrea, el sargento Diego Cano y tres soldados del ATP XII, los artilleros José Porcar, José Otero y Miguel Casanova. Estos tres últimos se encontraban realizando el servicio militar.
Acordado el abandono del territorio (Operación Golondrina), los efectivos regresaron al Cuartel de El Goloso durante los meses de diciembre de 1975 y enero del año siguiente.

## Escudo de armas
En un campo de gules (rojo heráldico) dos cañones de oro puestos en souter, una pila de diez balas de cañón y un creciente cargado en algunas versiones con la cifra del grupo "XII".